# Clásica Jaén Paraíso Interior
Die Clásica Jaén Paraíso Interior ist ein Straßenradrennen für Männer in Spanien.
Das Etappenrennen wurde erstmals in der Saison 2022 ausgetragen und führt durch die Provinz Jaén in der autonomen Gemeinschaft Andalusien im Süden Spaniens. Die Strecke verläuft durch die Olivenplantagen der Region, die als das Binnenparadies (spanisch Jaén Paraíso) bezeichnet werden, und enthält längere Abschnitte über Schotterstraßen vergleichbar zur Strade Bianche. Das Rennen ist Bestandteil der UCI Europe Tour und in die Kategorie 1.1 eingestuft.
Neben dem Profi-Rennen gibt es auch das Gran Fondo Jaén Paraíso Interior, bei dem Hobby-Radsportler die Rennstrecke absolvieren können.

## Palmarès
| Jahr | Sieger             | Zweiter          | Dritter      |
| ---- | ------------------ | ---------------- | ------------ |
| 2022 | Alexei Luzenko     | Tim Wellens      | Loïc Vliegen |
| 2023 | Tadej Pogačar      | Ben Turner       | Tim Wellens  |
| 2024 | Oier Lazkano       | Bastien Tronchon | Jan Tratnik  |
| 2025 | Michał Kwiatkowski | Isaac Del Toro   | Ibon Ruiz    |